# 구량천 (울산)
구량천(九良川)은 울산광역시 울주군 두서면 차리의 차리저수지에서 발원하여 대체로 남동류하다가 국도 제35호선(반구대로)의 신당삼거리에서 동류 서당들 부근에서 북동류 달밭들 부근에서 남동류하다가 동향원 부근의 울산광역시 울주군 두서면에서 태화강의 지류인 대곡천(현재 태화강 본류)으로 흘러드는 강이다.

## 교량
- 차리교 - 두서면 차리
- 차리교 - 두서면 구량리
- 구량교 - 두서면 구량리
- 천전교 - 두동면 천전리 # 반구대로 (국도 제35호선)
- 각석1교 - 두동면 천전리 # 천전대현로
- 각석2교 - 두동면 천전리 # 천전대현로
- 장천교 - 두동면 천전리 # 천전각석길

## 같이 보기
- 대곡천
- 구량차리로
- 천전대현로
- 반구대로 (국도 제35호선)